# Парурез
Парурез, парурезис (англ. paruresis, от пар- (др.-греч. παρά) + οὔρησις — мочеиспускание) — боязнь или невозможность мочеиспускания на людях. При присутствии человека или людей обычно наблюдается невозможность мочеиспускания, а при появлении — резкое прекращение мочеиспускания. Селективный парурез проявляется в отношении отдельных личностей, присутствие которых смущает больного. Чаще наблюдается у мужчин, но встречается и у женщин.

## История
В медицине это расстройство было отмечено английским физиологом Джеймсом Педжетом под названием «мочеиспускательного заикания» и французским урологом Жаном Гуйоном под названием «боязнь мочиться» (фр. timidité urinaire). Особое понятие о парурезе и сам термин были предложены в 1954 году в статье двух американских учёных, опросивших 1419 студентов и выяснивших, что затруднения с мочеиспусканием по этой причине эпизодически или постоянно испытывали более 14 % опрошенных.
Расстройство исследовал также русский психиатр В. М. Бехтерев:

… Уже более 10 лет, как я слежу за одним своеобразным расстройством в отношении мочеиспускания, которое, сколько мне известно, лишь в последнее время стало обращать на себя внимание в медицинской печати, особенно французской. Расстройство это заключается главнейшим образом в том, что человек при отсутствии явлений пареза или паралича мочевого пузыря страдает необычайным затруднением или даже невозможностью мочеиспускания в том случае, когда ему приходится производить этот акт в присутствии посторонних лиц.
— В. М. Бехтерев. «О своеобразном психопатическом затруднении мочеиспускания» (1897)
В. М. Бехтерев отмечал, что затруднение мочеиспускания обязательно сочетается с тревожно-мнительными чертами характера.

## Классификация
Как отдельное заболевание парурез в классификациях болезней (DSM и МКБ) не выделяется. В Диагностическом и статистическом руководстве по психическим расстройствам 5-го издания (DSM-5) парурез упоминается в разделе «социальное тревожное расстройство (социальная фобия)», как один из признаков, свойственных социофобам.

## Терапия
Для лечения могут использоваться такие методы психотерапии, как систематическая десенсибилизация или когнитивно-поведенческая психотерапия.

### Морфеус-терапия
Одним психологом был предложен нетрадиционный способ лечения паруреза. Суть метода заключается в закреплении акта мочеиспускания за кодовым словом — «морфеус». Произносить кодовое слово необходимо при акте мочеиспускания, находясь в благоприятных для сего действия условиях, когда ничего не мешает пациенту. Таким образом, происходит создание условного рефлекса и в последующем, возможно пользоваться кодовым словом для облегчения мочеиспускания в неблагоприятных условиях.